# Sympodangia
Genre
Sympodangia est un genre de coraux durs de la famille des Caryophylliidae.

## Liste d'espèces
Le genre Sympodangia comprend, selon World Register of Marine Species (29 juin 2015) et ITIS (29 juin 2015), l'espèce suivante :
- Sympodangia albatrossi Cairns & Zibrowius, 1997